# Agogika
Agogika je v glasbi naziv za vse določitve tempa (hitrosti) izvajanja neke skladbe. Ta pojem vključuje predvsem vsa pohitevanja in zadrževanja (upočasnjevanja) neke konstantne hitrosti (tempa), ki se imenujejo tudi agogične spremembe, najpogostejši izrazi zanje so:
- ritardando
- ritenuto
- accelerando
- rubato
- rallentando